# Stena Seabridger MkI
Stena Seabridger MkI bezeichnet eine aus zwei Einheiten bestehende, ehemalige Klasse von Ro-Ro-Fähren der Stena Line.

## Geschichte
Die 2006 und 2007 abgelieferten Schiffe wurden auf der norwegischen Werft Fosen Mekaniske Verksted in Rissa gebaut. Die Rümpfe der Schiffe wurden von der russischen Werft Baltijsky Zavod Shipyard in St. Petersburg zugeliefert. Die Baukosten beliefen sich auf etwa 900 Millionen NOK. Die Schiffsklasse basiert auf dem von Fosen Yards entwickelten „Fosen Optima Design“.
Ursprünglich sollten die Schiffe im Frühjahr und Herbst 2006 in Dienst gestellt werden. Die in Russland gebauten Rümpfe wurden jedoch verspätet an die norwegische Werft geliefert. Die Fertigstellung der beiden Schiffe erfolgte im August 2006 bzw. Juni 2007.
Die Schiffe wurden von Stena Line auf der Route zwischen Hoek van Holland (Niederlande) und Killingholme (Vereinigtes Königreich) eingesetzt. Sie ersetzten die bisher auf der Route eingesetzten Schiffe, die Stena Seatrader und die Stena Searider, die beide deutlich kleiner waren.
2011 wurden als Ersatz für die Schiffe zwei Neubauten der „Stena Seabridger MkII“-Klasse, die auf der „Stena Seabridger MkI“-Klasse basiert, in Dienst gestellt. Die beiden Schiffe der „Stena Seabridger MkI“-Klasse wurden für zunächst fünf Jahre an die kanadische Reederei Marine Atlantic für den Einsatz zwischen North Sydney, Nova Scotia, und Port aux Basques, Neufundland, verchartert. Da die Schiffe für ihren neuen Einsatz umfangreich umgebaut werden mussten, wurden sie Anfang Oktober 2010 aus der Fahrt genommen und vorübergehend durch Charterschiffe ersetzt. Der Umbau der Schiffe erfolgte zwischen Oktober 2010 und Februar 2011 auf der Lloyd-Werft in Bremerhaven. Die entfernten Sektionen wurden zu einem Ponton verschweißt, der von der Bremerhavener Werft Bredo Dockgesellschaft als Werkstatt und Materiallager genutzt wird.
2015 kaufte Marine Atlantic beide Schiffe für jeweils 100 Millionen CAD von Stena.

## Beschreibung
Der Antrieb der Schiffe erfolgt durch zwei MAN-Dieselmotoren (Typ: 9L48/60B) mit jeweils 10.800 kW Leistung. Die Motoren wirken über Untersetzungsgetriebe auf zwei Verstellpropeller. Die Schiffe erreichen eine Reisegeschwindigkeit von rund 22 kn. Die Schiffe waren zunächst mit zwei Bugstrahlrudern mit jeweils 1.600 kW Leistung ausgerüstet.
Für die Stromversorgung stehen zwei Wellengeneratoren mit jeweils 1.760 kW Leistung sowie zwei Dieselgeneratoren, die jeweils von einem Mitsubishi-Dieselmotor (Typ: S16R-MPTA) mit 1.590 kW Leistung angetrieben werden, zur Verfügung. Weiterhin wurde ein Not- und Hafengenerator verbaut, der ebenfalls von einem Mitsubishi-Dieselmotor angetrieben wird.
Die Schiffe verfügen über drei Ro-Ro-Decks (Deck 1, 3 und 5). Die Ro-Ro-Decks waren zunächst über eine 17 m lange Heckrampe, von der aus das Hauptdeck zu erreichen ist, zugänglich. Die nutzbare Breite der Heckklappe beträgt 14,5 m. Die maximal verfügbare Höhe für rollende Ladung beträgt auf Deck 1 und 3 5 m, auf Deck 5 7 m. Die Decks sind durch Rampen miteinander verbunden. Unter dem Hauptdeck liegt das Ro-Ro-Deck auf der Tankdecke, über dem Hauptdeck das weitgehend offene Wetterdeck, das über eine Rampe direkt von der Heckrampe aus zu erreichen ist. Die Kapazität der Schiffe betrug zunächst 3.100 Spurmeter. Davon entfielen 415 Spurmeter auf die Tankdecke, 1.275 Spurmeter auf das Hauptdeck und 1.410 Spurmeter auf das Wetterdeck. Die Tankdecke kann mit 3 t/m² belastet werden. Das Hauptdeck kann teilweise mit 2 t/m², teilweise mit 3 t/m², das Wetterdeck mit 3 t/m² belastet werden.
Auf Deck 7 befinden sich u a. die öffentlichen Bereiche für die Passagiere. Die Passagierkabinen befinden sich auf Deck 8. Kabinen und Räume für die Besatzung befinden sich auf Deck 9. Deck 10 ist das Brückendeck mit der Kommandobrücke sowie vier Offizierskabinen.
Die Schiffe wurden von Stena Line mit einer Passagierkapazität von 300 Personen vermarktet. Für die Besatzung standen 35 Kabinen zur Verfügung. Für Lkw oder Trailer mit temperaturgeführten Gütern stehen 80 Stromanschlüsse zur Verfügung.

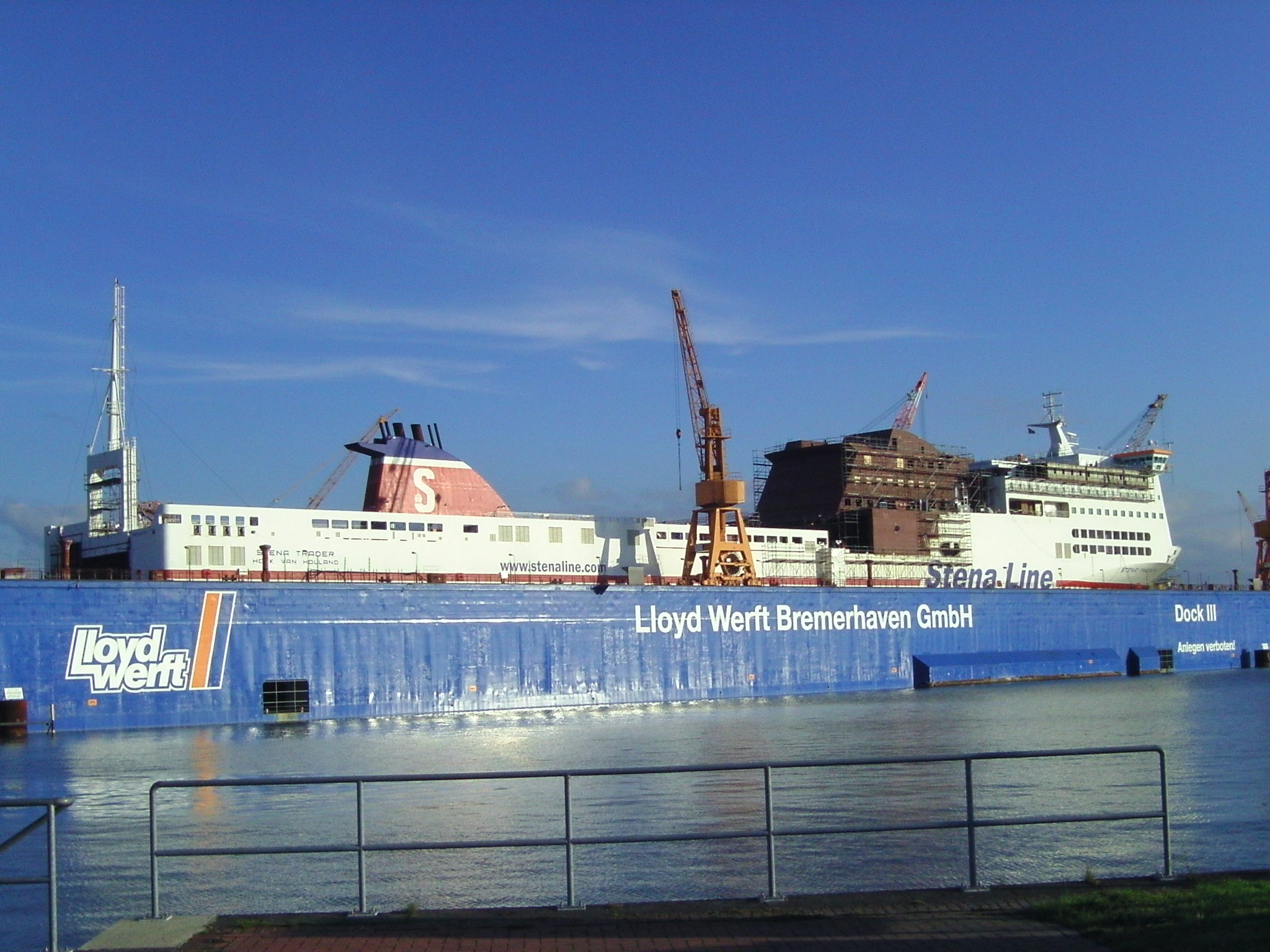
Stena Trader im Schwimmdock der Lloyd-Werft

Beim Umbau der Schiffe wurden sie um 12 Meter auf 200 Meter verkürzt. Zur Erhöhung der Ladekapazität wurden auf dem Hauptdeck fünf höhenverstellbare Ro-Ro-Decks für den Transport von Pkw eingebaut. Die Ladekapazität beträgt nach dem Umbau 2.840 Spurmeter. Zusätzlich wurde die vorhandene Heckrampe modifiziert und jeweils eine zweite Heckrampe installiert. Auf dem Hauptdeck wurde bei beiden Schiffen eine Bugrampe und ein Bugvisier sowie zusätzlich ein Bugtor auf dem Wetterdeck eingebaut, um den Umlauf in den Häfen zu beschleunigen. Die Decksaufbauten wurden umfangreich umgebaut und nach achtern erweitert. Unter anderem wurden Lounges mit Ruhesesseln eingebaut. Die Passagierkapazität erhöhte sich durch den Umbau auf 1000 Personen. Für die Besatzung wurden 31 zusätzliche Kabinen eingebaut. Außerdem wurden die Schiffe mit Beckerruder und einem dritten Bugstrahlruder mit 1.500 kW Leistung ausgestattet.
Die Rümpfe der Schiffe sind eisverstärkt (Eisklasse 1A).

## Schiffe
| Stena Seabridger MkI | Stena Seabridger MkI | Stena Seabridger MkI | Stena Seabridger MkI                               | Stena Seabridger MkI       |
| Bauname              | Baunummer            | IMO-Nummer           | Kiellegung Stapellauf Ablieferung                  | Spätere Namen und Verbleib |
| -------------------- | -------------------- | -------------------- | -------------------------------------------------- | -------------------------- |
| Stena Trader         | 74                   | 9331177              | 10. Dezember 2004 21. Dezember 2005 4. August 2006 | 2010: Blue Puttees         |
| Stena Traveller      | 75                   | 9331189              | 4. Mai 2005 11. Juni 2007                          | 2011: Highlanders          |

Stena Line betrieb die Schiffe unter der Flagge der Niederlande mit Heimathafen Hoek van Holland.
Marine Atlantic brachte die Schiffe 2011 unter die Flagge Kanadas, Heimathafen wurde St John’s. Beide Schiffe sind nach kanadischen Armeeregimentern benannt.